# Musée d'archéologie et d'ethnographie
Le Musée d'archéologie et d'ethnographie est un musée à Bakou, en Azerbaïdjan, qui a été créé en 1976. Il porte le nom de l'architecte azerbaïdjanais Mikayil Huseynov.

## Histoire
Le musée a été créé en 1976.
Le musée comporte deux parties. La section ethnographie présente des matériaux liés au XIXe siècle et au début du XXe siècle, ainsi qu'à la vie du peuple azerbaïdjanais.
La section d'archéologie expose des découvertes couvrant toutes les étapes du développement historique de l'Azerbaïdjan, sa culture de l'âge de pierre à la fin du Moyen Âge.
Les expositions du musée donnent des informations détaillées sur les sites des peuples primitifs, les maisons d'habitation sur le territoire de l'Azerbaïdjan, les colonies appartenant aux éleveurs et aux fermiers, la culture historique et matérielle des États anciens, les monuments de pierre tombale, les arts azerbaïdjanais des temps anciens, l'économie, le mode de vie, valeurs morales des ancêtres du peuple azerbaïdjanais.
En 2008, le musée a subi des travaux de restauration et a augmenté le nombre de ses expositions à 2000.

## Bâtiment
Il a été construit au début du XXe siècle et appelé "Maison enchaînée". En 1920, cette propriété appartenait au marchand Haji Mammadhuseyn Mammadov. En 1928, les frères de Melikov, considérés comme les marchands renommés de l'Itchericheher, ont pris cette propriété. En 1930, le bureau des douanes de Bakou a confisqué ce bien pour contrebande et l'a donné à l'État. Depuis 1930, une usine de couture du nom de N.Narimanov a été créée.
Au fur et à mesure de l'implantation de l'usine de couture, des modifications ont été apportées à la façade et certains éléments architecturaux ont été repris. Les frères Malikov étaient le dernier propriétaire de la propriété, ce bâtiment est donc connu sous le nom de Maison des frères Melikov. La façade du bâtiment, face aux portes de Gocha Gala, divise la rue principale en gauche et à droite des rues grand Gala et Tour. Le style architectural et l'aspect esthétique artistique du bâtiment de la chaîne occupent une place dans les monuments architecturaux construits à Itcheri cheher au début du XXe siècle.